# Brasil en los Juegos Olímpicos de Tokio 1964
Brasil estuvo representado en los Juegos Olímpicos de Tokio 1964 por un total de 61 deportistas, 60 hombres y una mujer, que compitieron en 11 deportes.
El portador de la bandera en la ceremonia de apertura fue el baloncestista Wlamir Marques.

## Medallistas
El equipo olímpico brasileño obtuvo la siguiente medalla:
| Nombre | Deporte    | Competición |
| ------ | ---------- | ----------- |
| Oro    |            |             |
| —      |            |             |
| Plata  |            |             |
| —      |            |             |
| Bronce |            |             |
| Equipo | Baloncesto | Torneo M    |